# Hebron (Texas)
Pour les articles homonymes, voir Hebron.
La ville américaine de Hebron est située dans le comté de Denton, dans l’État du Texas. Une petite partie de Hebron s’étend également sur le comté de Collin. Selon le recensement de 2010, sa population s’élève à 415 habitants.

## Source
- (en) Cet article est partiellement ou en totalité issu de l’article de Wikipédia en anglais intitulé « Hebron, Texas » (voir la liste des auteurs).